# Ingemar Badman
Ingemar Badman, född den 21 maj 1958 i Norrahammar, är en svensk militärmusiker, kompositör och musiklärare. Ingemar Badman var mellan 1986 och 2019 dirigent för Hemvärnets musikkår Jönköping-Huskvarna.

## Verkförteckning
Ett urval av Ingemar Badmans marscher:
- Sjöängskamrater (opus 30) - Tillägnad ordföranden i Hemvärnets musikkår Eksjös ordförande major Per-Olof Öster.
- Stabschefen (opus 31) - Tillägnad stabschefen vid I 12/Fo 17 Överstelöjtnant Åke Sundstedt
- Ex libris (opus 33) - Tillägnad FISAE och uruppförd på den 23:e internationella exlibriskonferensen
- Kalmarbrigaden (opus 34) - Kalmar regementes marsch 1994-1997 (Fo 18), tillägnad Smålandsbrigaden (IB 42) då med namnet Kalmarbrigaden.
- Överste Wilhelm af Donner (opus 43) - Tillägnad chefen för I 12/Fo 17 Överste av 1. graden Wilhelm af Donner
- Med svärd och eklöv (opus 48) - Statens järnvägars driftvärns marsch
- Hälsingekamrater (opus 69) - Hälsinge regementes kamratförenings marsch, beställd av föreningen 2002
- Pennan och svärdet (opus 73) - Tillägnad Svenskt militärhistoriskt bibliotek (SMB) och dess medlemsskrift Pennan & Svärdet
- Indirekt eld (opus 74) - Tillägnad rikshemvärnschefen Brigadgeneral Roland Ekenberg